# Mémorial 1815

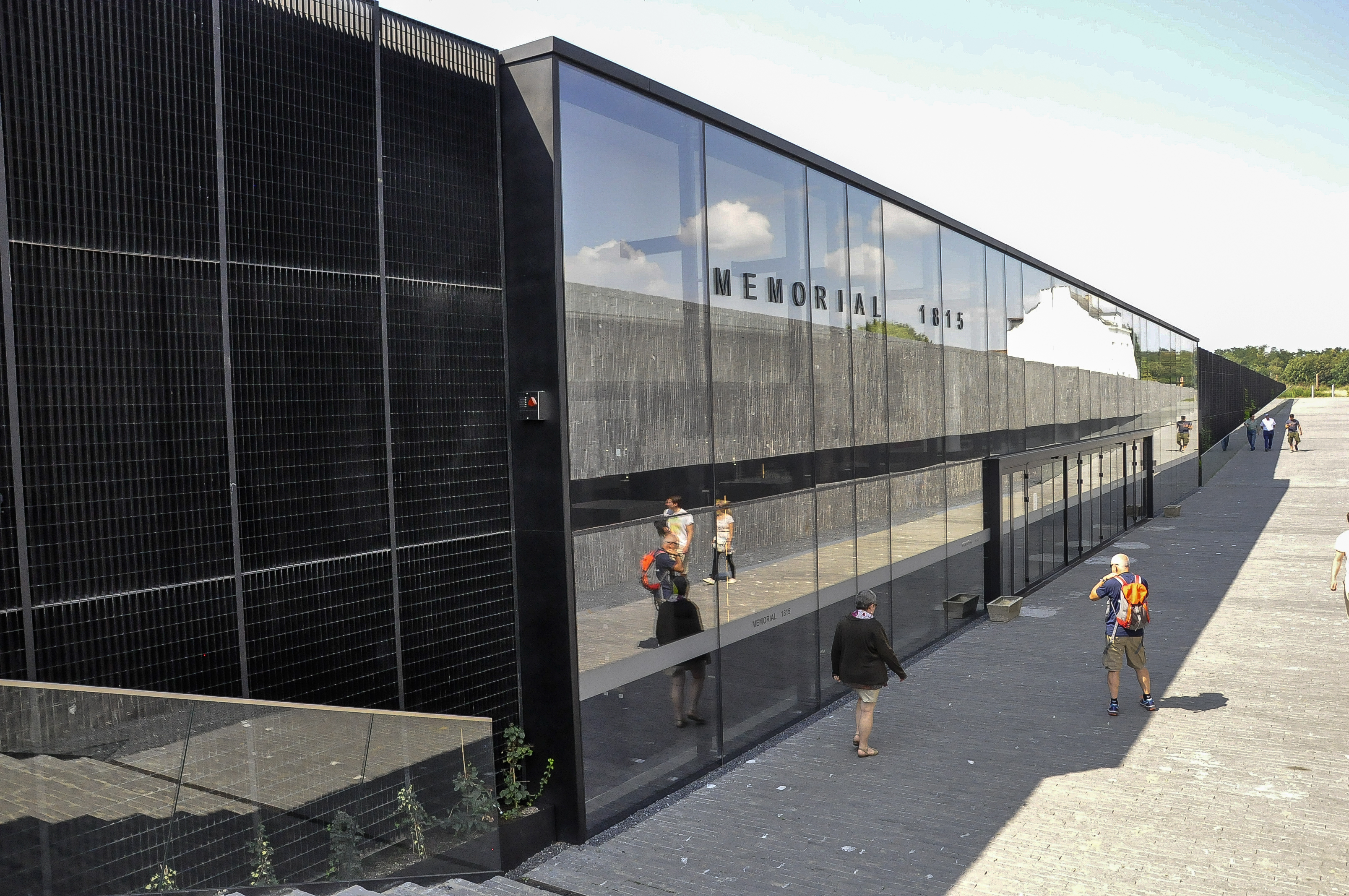
Mémorial 1815

Het Mémorial 1815 (Nederlands: Herdenkingsplaats 1815) is een museum over de Slag bij Waterloo in de Belgische plaats Eigenbrakel. Het museum opende zijn deuren op 22 mei 2015, enkele weken voor de tweehonderdjarige herdenking van de slag. Via het museum heeft de bezoeker ook toegang tot de heuvel met de Leeuw van Waterloo, de hoeve van Hougoumont en het panorama van de Slag bij Waterloo.
Het museumgebouw is ondergronds aangelegd om het historische slagveld niet te verstoren. In die optiek heeft de Waalse overheid een aantal gebouwen opgekocht in de omgeving van het museum om het landschap zoveel mogelijk te herstellen. Het voormalig bezoekerscentrum wordt gesloopt en het Wassenbeeldenmuseum maakte plaats voor een nieuw restauratiegebouw.

## Collectie
Een 1815 m² grote tentoonstellingsruimte toont onder meer via diorama's ook de gebeurtenissen die leiden tot de veldslag, zijn deelnemers en de gevolgen die het had voor Europa na de overwinning van de hertog van Wellington op Napoleon Bonaparte.
Een filmprojectie op een panoramisch 3D-scherm, 25 m breed, brengt de slag tot leven. Het skelet van de soldaat van Waterloo is prominent in het museum aanwezig. Het behoorde hoogstwaarschijnlijk toe aan een Hannoveraan die tijdens de slag sneuvelde.

## Galerij

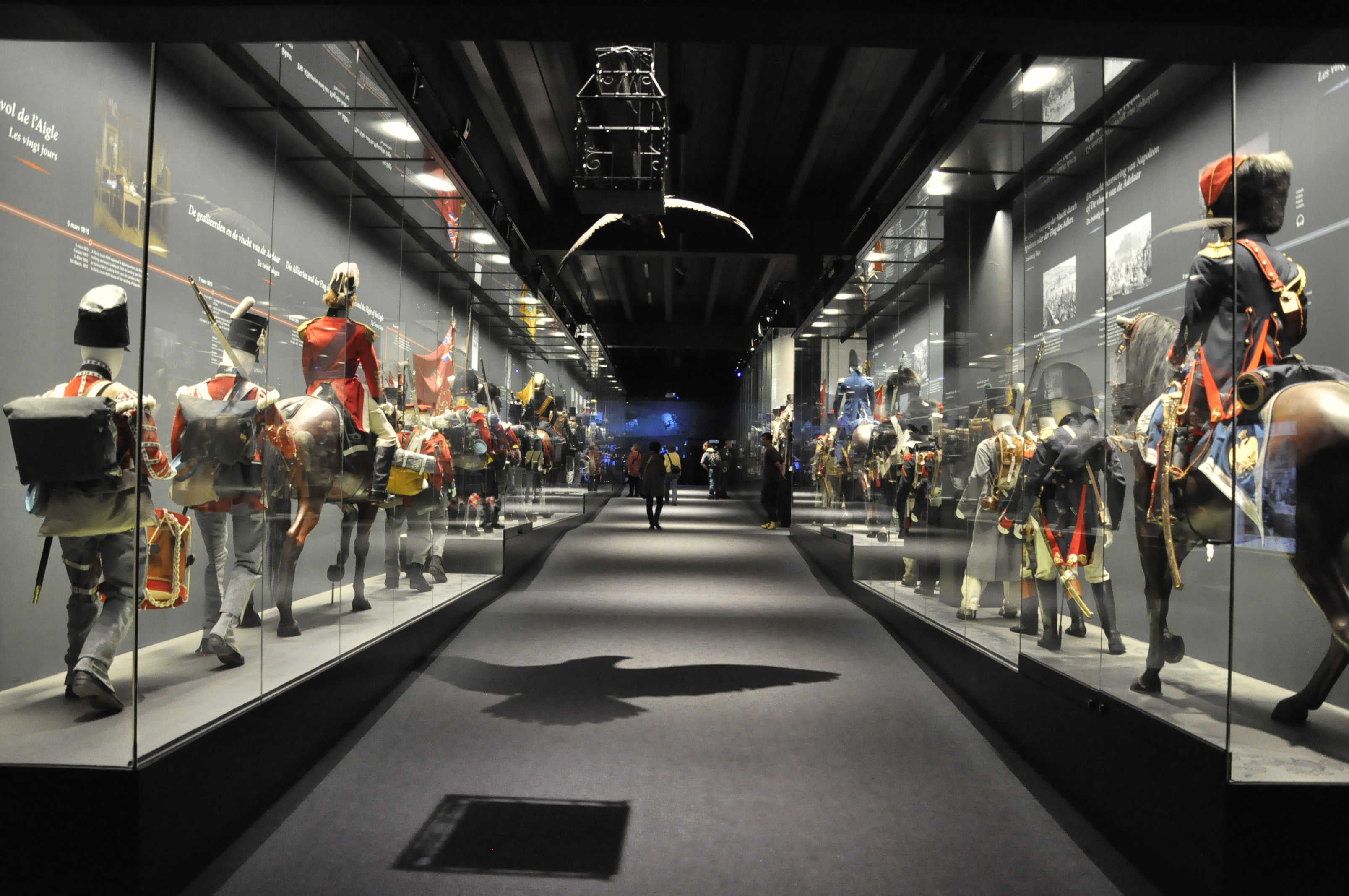
Enkele diorama's met rechts Franse troepen en links geallieerden
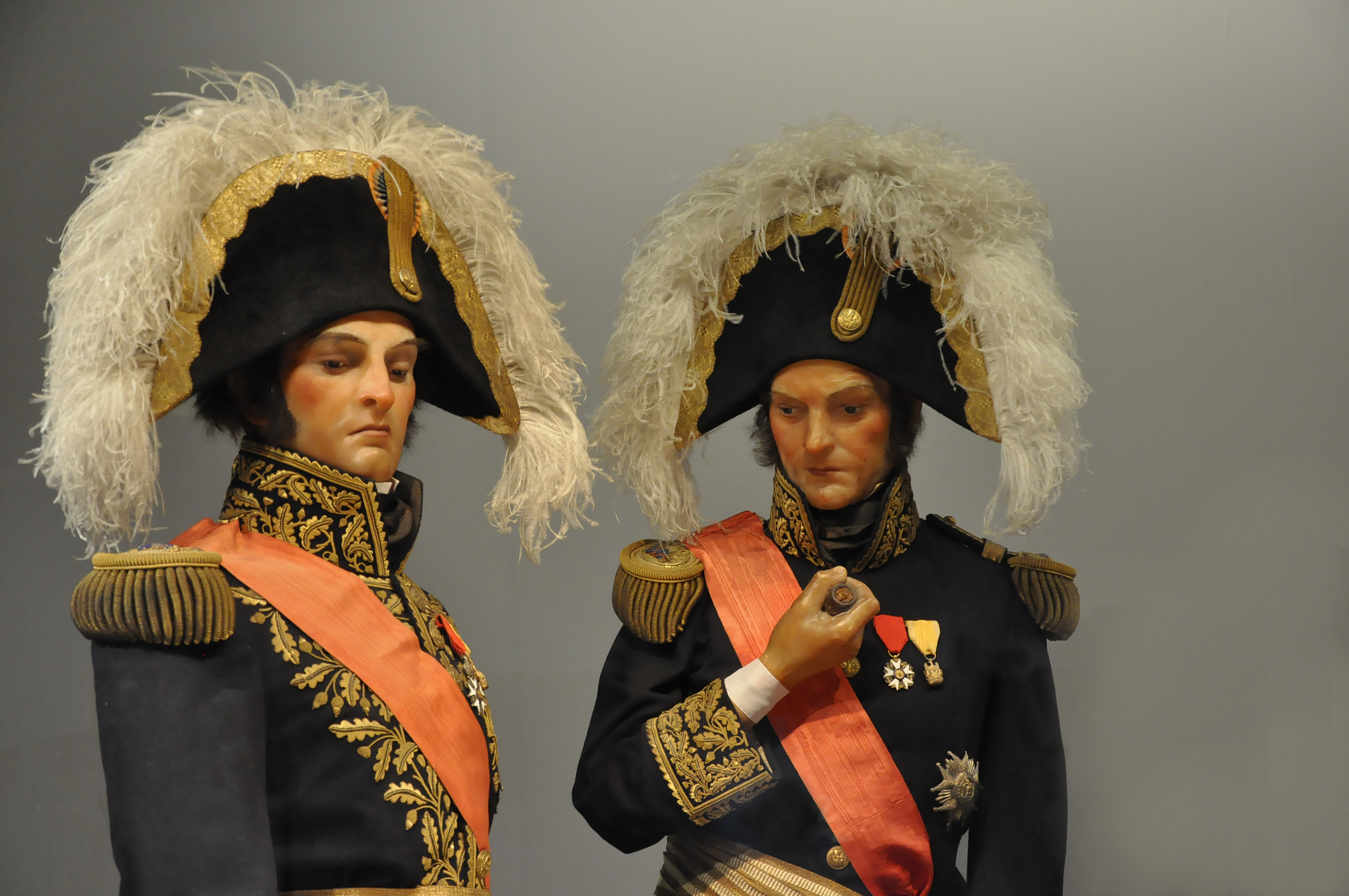
Maarschalk Nicolas Jean-de-Dieu Soult en generaal Henri Gatien Bertrand
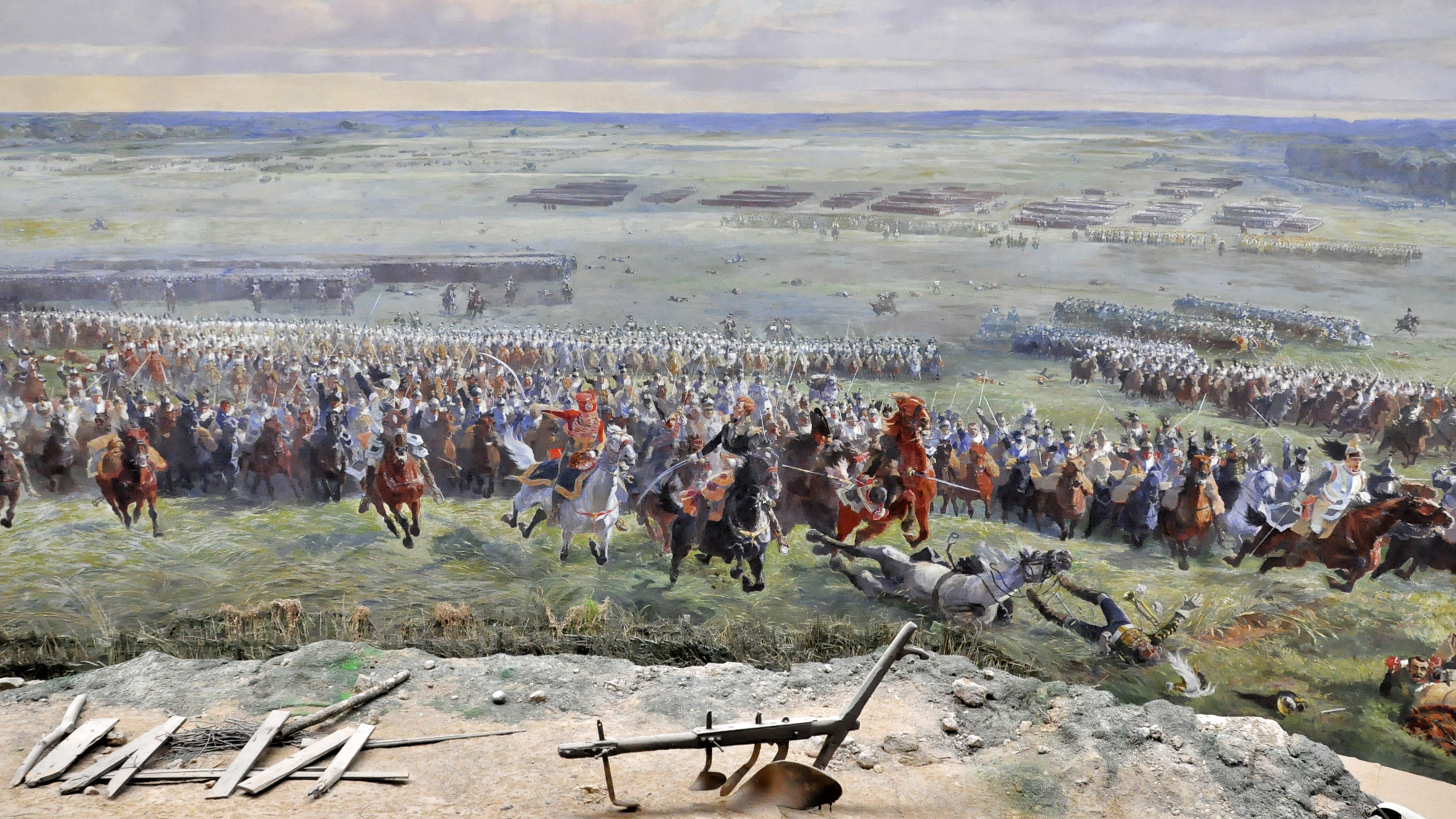
De charge van de Franse cavalerie onder leiding van maarschalk Michel Ney in het panoramagebouw
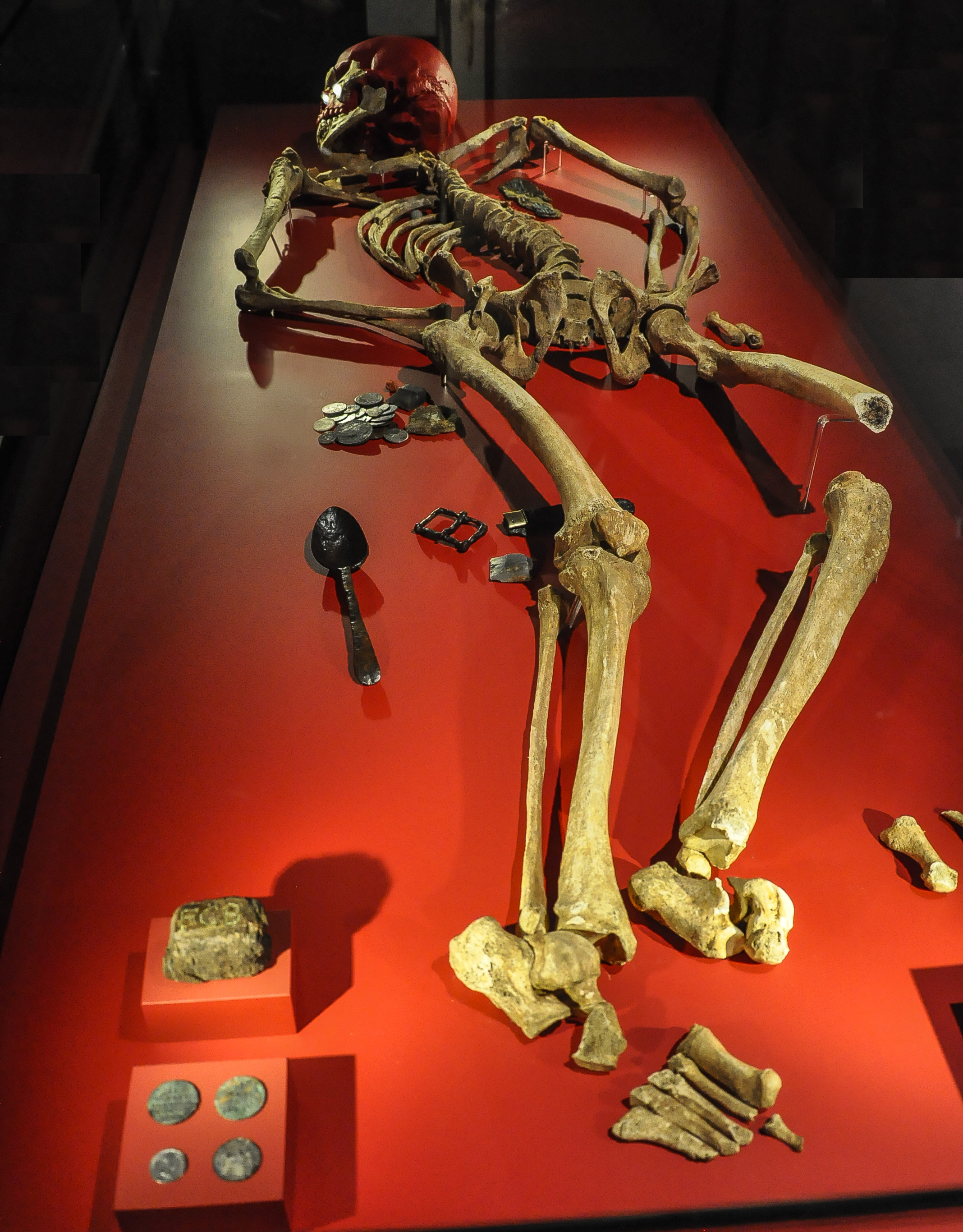
Soldaat van Waterloo